# アドリアーン・チェルマーク
アドリアーン・チェルマーク（Adrián Čermák 、1993年7月1日 - ）は、スロバキア・マラツキ出身のプロサッカー選手。FCズブロヨフカ・ブルノ所属。ポジションは、ミッドフィールダー。